# Werder (Landschaft)

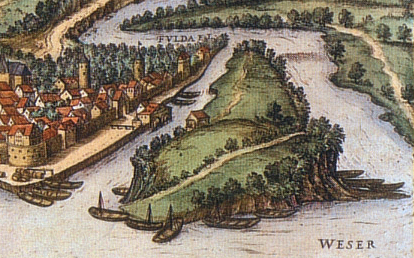
Darstellung des Tanzwerders in Münden auf einem Kupferstich von Frans Hogenberg (1584; Ausschnitt)

Der Werder (seltener auch das Werder), auch Werth genannt, ist eine topografische Bezeichnung für Flussinseln und (seltener) für Inseln in stehenden Gewässern. Weiterhin bezeichnet Werder eingedeichtes oder aus Sumpf trockengelegtes und als Moorbesiedlung urbar gemachtes Land. In regionalen Namen finden sich ähnliche Formen wie ‑werth, ‑wörth, ‑ward.

## Etymologie
Das Wort ist seit dem 8. Jahrhundert in der Bedeutung „Flussinsel“ nachgewiesen. Die althochdeutsche Form war uuerid. Das zugrundeliegende westgermanische Wort für „Flussinsel“ kann maskulin (waruþa-) oder Neutrum (waruþaz) gewesen sein. Im Altenglischen wurde waroþ („Strand“, „Ufer“) daraus.
Aus welchem lexikalischen Kern die Bezeichnung sich herleitet, ist unklar. Erwogen wird einerseits das Verb wehren, althochdeutsch werien, altnordisch verja, gotisch warjan, (ur)germanisch möglicherweise war-ija-. Es kommt aber auch eine Verwandtschaft mit dem altnordischen ver und dem altenglischen waer infrage, beide sowohl für „Meer“ als auch für „Land am Wasser“ verwendet.

## Varianten
Der Namensbestandteil Werder hat verschiedene regionale Varianten:
- Die Form Werder selber findet sich im Norden und Osten Deutschlands von der Unterweser über die Elbe bis in das Gebiet des mittelalterlichen Deutschordensstaates entlang der Ostsee: Bodenwerder, Peterswerder und Stadtwerder in Bremen, Werder an der Havel, Friedrichswerder (Berlin-Mitte), Danziger Werder (auch Kleines Werder), Elbingsches Werder, Großes Marienburger Werder (auch Großes Werder, letztere drei im Weichseldelta), Vorsfelder Werder und auch in den Hamburger Stadtteilen Altenwerder, Billwerder, Finkenwerder, Kirchwerder, Ochsenwerder, Steinwerder.
  - Zu Werder als Name von Orten und Inseln siehe Werder sowie Liste deutscher Binneninseln und Liste deutscher Inseln
  - Zu Werder als Herkunftsname siehe Werder (Familienname)
  - Zu Werder als Vereinsname siehe Werder Bremen
- Werth, Wert, Werd, Ward, Warder an Nieder- und Mittelrhein für Binneninseln gebräuchlich, vgl. Emmericher Ward. In Ortsnamen etwa Werth (Münsterland), Essen-Werden, Kaiserswerth, Beeckerwerth, auch am Main (Wertheim)
- Werda in Sachsen und der Lausitz, vgl. Elsterwerda, Bad Liebenwerda, Hoyerswerda, Bischofswerda
- Werther, mitteldeutsch
- Ward im friesischen Sprachraum wie etwa Fedderwarden, Fedderwardergroden, Fedderwardersiel
- Wörth im oberdeutschen Sprachraum mit Oberrhein und Donau, wie in Wörthspitze bei Frankfurt, Donauwörth, Wörthersee, Wörth am Rheinfall, Wörthsee. Seltenere orthografische Varianten:
  - Wö(h)rd, wie etwa der Nürnberger Stadtteil Wöhrd oder der Obere Wöhrd und der Untere Wöhrd in Regensburg
  - Werd, wie etwa Unterer Werd (ursprünglicher Name der Donauinsel, welche heute aus den Wiener Bezirken Leopoldstadt und Brigittenau besteht[2]), die Insel Werd im Bodensee bei Stein am Rhein, u. a.

Dazu im niederländischen Sprachraum:
- waard, sowohl als eigenständiger Begriff für „flache Landschaft in einem Flussgebiet“[3] als auch als Namensbestandteil: Polder Markerwaard,  zahlreiche zumeist ehemalige Inseln an Waal, Neder Rijn, Lek und IJssel, z. B. die Kleefse Waard in Arnheim

Das englisch -worth ist dagegen mit Warft/Wurt ‚künstlicher Hügel‘ verwandt.

## Besonderheit: -wärder
Für Hamburg gab es bis zum Groß-Hamburg-Gesetz noch den Wortteil -wärder als Besonderheit.
Dort wurden die Elbinseln, sofern sie mit dieser Bezeichnung als solche kenntlich gemacht wurden, mit Umlaut ä geschrieben – beispielsweise Steinwärder und Finkenwärder. Letztere war bis 1937 zweigeteilt, in einen nördlichen hamburgischen und einen südlichen preußischen Teil (der Provinz Hannover). In den Hamburger Schulatlanten war daher der nördliche Teil der Insel mit Finkenwärder, der südliche Teil mit Finkenwerder bezeichnet.

## Abgrenzungen und Gegenüberstellungen

### Inseln

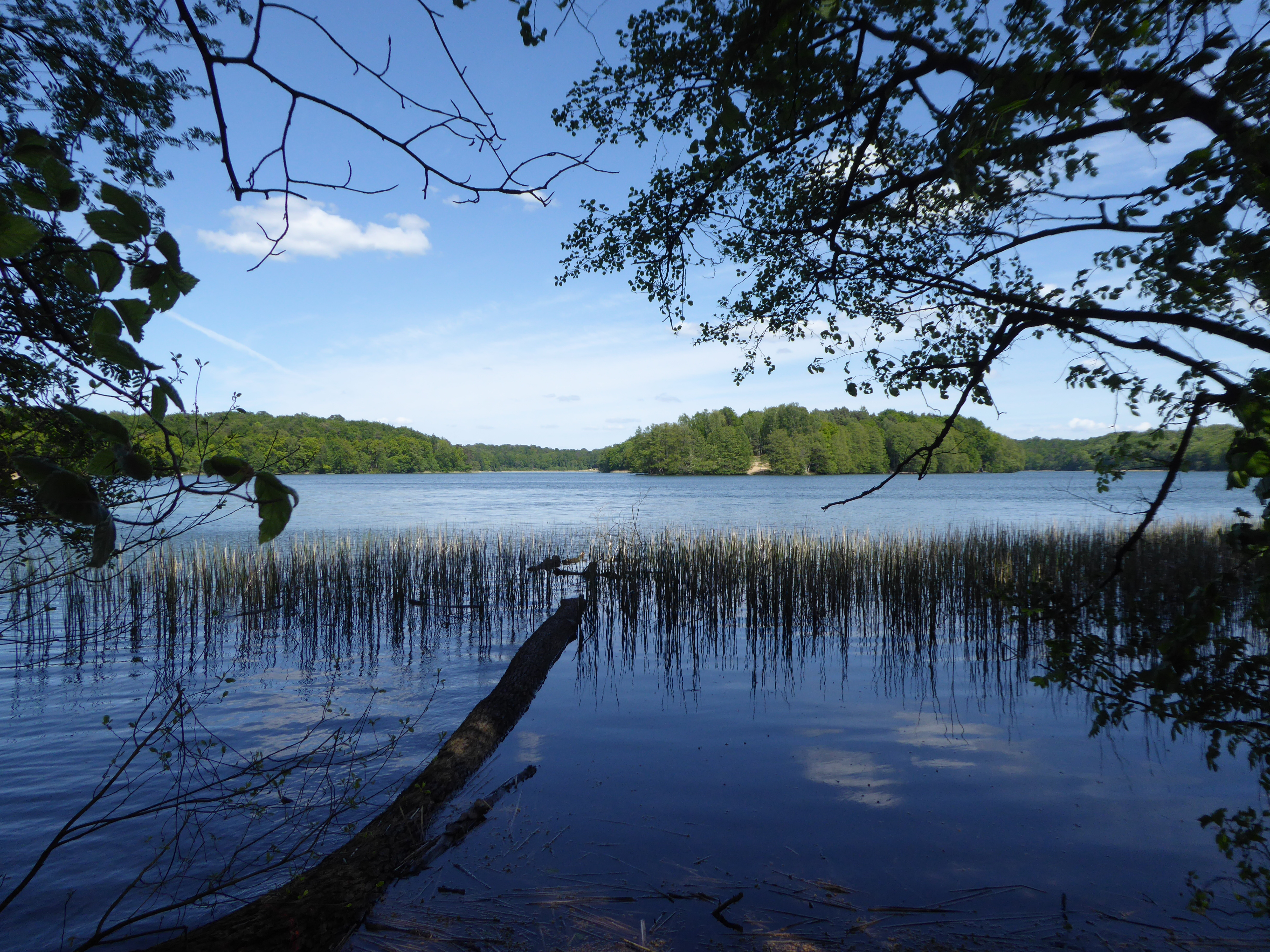
Großer Werder im Liepnitzsee bei Wandlitz

Der Namensbestandteil Werder bezeichnet Inseln in Flüssen und Flussmündungen, teilweise auch Seen.
- Inseln im offenen Meer basieren meist auf der Wurzel *awjō "Aue, (Halb)insel, Wasserland, Wasser" (mhd. ouwe, mnd. *ō(ge), oie, afries. ey)[5]: -oog, -ey, Oie (Langeoog, Norderney, Greifswalder Oie).
- Im südwestdeutschen alemannischen Sprachgebiet, wo Flussinseln zumeist -wörth genannt werden, lauten Inseln in Seen überwiegend auf -au
  - im Bodensee Lindau, Mainau, Mettnau und Reichenau,
  - im Zürichsee Ufenau und Lützelau.

### Erhöhte Wohnplätze
Der Namensbestandteil -warden  oder -warder könnte im Unterschied zu „Werder“ eher auf Warft/Wurt und damit auf werfen im Sinne von „aufschütten“ zurückgehen, da er fast nur in Marschländern mit Warften vorkommt.
Andere Bezeichnungen für erhöhte Wohnplätze sind niederdeutsch Bulte, nord- und mitteldeutsch Horst (entsprechend dem Nest großer Vögel), Donk am Niederrhein wie im niederländischen Sprachgebiet.